# Anoba gobar
Anoba gobar là một loài bướm đêm trong họ Erebidae.